# ユベール・デシャン
ユベール・ジュール・デシャン（Hubert Jules Deschamps; 1900年7月22日於ロワイヤン生、1979年5月19日於パリ歿）は、フランスの植民地官吏であり、のちにアフリカの歴史を研究する歴史学者になった人物。

## 生涯
ユベール・デシャンは1918年にフランス海軍に入隊した。黒海に滞在した後、パリの国防省に配属された。この時にデシャンは学業を再開し、ソルボンヌにて、シャルル・セニョボ（Charles Seignobos）、ギュスターヴ・グロツ（Gustave Glotz）、アルベール・ドマンジョン（Albert Demangeon）、エマニュエル・ド・マルトンヌらの講義を受講した。1921年に歴史学と地理学を、1923年に法学を修了した。続いて植民地学校を首席で卒業し、東洋言語学校から学位を授与された。

### 植民地行政官としてのキャリア
ユベール・デシャンは1926年にマダガスカルの植民地行政官の任務を与えられた。デシャンは赴任後から1936年まで、タナナリヴ、マナカラ、アンブヴンベ、ヴァンガインヂャヌといったマダガスカルの各地で行政官を務めた。1935年にはバタヴィアで開催される植民地博覧会におけるマダガスカル館の監督を任された。また、その際にバリ島にも訪れた。デシャンが東南アジアから戻ると、当時のマダガスカル総督レオン・セラはデシャンを特別秘書官に任命した。デシャンはフランス社会党の党員であったため、1936年7月4日に閣僚会議議長レオン・ブルムの補佐官長に就任した。
1938年3月には、植民地大臣マリウス・ムト Marius Moutet の首席補佐官になり、同年5月にはマルティニークの総督に任命された。
1938年5月30日から1940年8月3日まで、デシャンはフランス領ソマリ植民地（現在のジブチ）の総督に任命され、当地の行政官らをまとめ上げた。ドイツによるフランス占領に際しては、ヴィシー政権についていくことを決め、1941年から1942年までフランス領象牙海岸植民地（現在のコートジボワール）の総督を務めた。1941年にデシャンは同地で原住民研究所 Centre d’études indigènes を創設し、アフリカの芸術・工芸を展示する博物館も作った。1942年になるとデシャンは自由フランス側に再参入し、1942年から1943年までセネガル総督に任命された。
1945年に公職追放あるいは自身の申し出により、デシャンは公務を中止し、パリのプラス・サンシュルピスにアフリカ美術を扱うギャラリーを開設した。当ギャラリーは「パルメ」Palmes と名付けられ、図書館も併設された。またデシャンは、フランス国立海外領学院 l’École nationale de la France d'outre-mer とフランス国立政治学協会 la Fondation nationale des sciences politiques で講義を行った。1950年には大統領令により、デシャンと公務との関係が通常の辞職と同じように扱われることになった。
デシャンは1948年にフランス国立海外領土科学的発見及び技術開発研究所 l'Office de la recherche scientifique et technique outre-mer (ORSTOM) に入所し、人文学学科長に就任し、その後には海外領土社会研究特別顧問にも就任した。
1954年6月には、ピエール・マンデス＝フランス内閣下で海外領土問題を担当したロジェ・デュヴォ Roger Duveau 大臣の補佐官として入閣した。

### 学術的分野におけるキャリア
デシャンは人類学に関心があり政治と並行して学術的なキャリアも積んでいる。1938年には論文 Les Antaisaka. Géographie humaine, histoire et coutumes d’une population malgache とその補足的研究報告 Le dialecte Antaisaka に関し、ソルボンヌ大学で公開口頭審査を受けた。.
1962年にはソルボンヌ大学に新しく開設される近現代アフリカ史講座の教授に選ばれた。1969年歴史教育・研究組合の筆頭顧問に選ばれた。デシャンは歴史教育にも携わり続け、1970年に引退した。

## 家族に関して
1928年生まれのフランスの外交官で、のちに作家活動もしたアラン・デシャン Alain Deschamps はユベール・デシャンの息子である。第二次世界大戦中にリヨンでレジスタンスとして活動したことで知られるジャーナリストのフィリップ・ドディ Philippe Daudy は、その母親がユベール・デシャンと再婚したため、義理の息子にあたる。

## 著作
ユベール・デシャンには数多くの著作があり、その中でも特にアフリカ及びマダガスカルに関する著作が多い。 :
- Le dialecte antaisaka, langue malgache, Tananarive, Imprimerie moderne de l'Emyrne Pitot de la Beaujardière, 1936, 126 p.
- Les pirates à Madagascar aux XVIIe et XVIIIe siècles, Paris, Berger-Levrault, 1949, 244 p.
- Les Institutions politiques de l'Afrique noire, PUF (Que sais-je ?), 1950, 128 p.
- Madagascar, Comores, Terres australes, Paris, Berger-Levrault, 1951, 192 p., 2e édition.
- Pirates et flibustiers, PUF (Que sais-je ?), 1952, 128 p.
- Les religions de l'Afrique noire, PUF (Que sais-je ?), 1954, 128 p.
- avec Suzanne Vianès, Les Malgaches du Sud-Est: Antemoro, Antesaka, Antambahoaka, peuples de Farafangana-Antefasi, Zafisoro, Sahavoai, Sahafatra, PUF, 1959, 116 p.
- Les migrations intérieures passées et présentes à Madagascar, Paris, Berger-Levrault, 1959, 284 p.
- L'Afrique précoloniale noire, PUF (Que sais-je ?), 1962, 128 p.
- Traditions orales et archives du Gabon, Paris, Berger-Levrault, 1962, 172 p.
- La fin des empires coloniaux, PUF (Que sais-je ?), 1963, 128 p.
- Le Sénégal et la Gambie, PUF (Que sais-je ?), 1964, 128 p.
- L'histoire de Madagascar, Paris, Berger-Levrault, 1960, 348 p., coll. « Mondes d'outre-mer ».
- Quinze ans au Gabon: les débuts de l'établissement français, Maisonneuve et Larose, 1965, 63 p.
- Histoire générale de l'Afrique noire, de Madagascar et des archipels, PUF, 1970, 145 p.
- Histoire de la traite des Noirs de l’Antiquité à nos jours, Fayard, 1972, 338 p., prix Broquette-Gonin, 1972.

共著 :
- « Les assemblées locales dans les territoires d'outre-mer », Politique étrangère, 1954, Vol. 19, no 4, p. 427–436.

ユーべる・デシャンは引退後に Roi de la brousse : mémoires d'autres mondes というタイトルの自伝を執筆している。自伝は1975年に出版された。